# Cacatua galah
La cacatua galah o cacatua de cap rosat (Eolophus roseicapilla) és una espècie d'ocell de la família dels cacatuids (Cacatuidae) i única espècie del gènere Eolophus (Bonaparte, 1854), si bé de vegades és ubicada a Cacatua. Habita zones amb arbres dispersos d'Austràlia i Tasmània.